# Выпрыгивающая мина
Выпрыгивающая мина, прыгающая мина (в народе «мина-лягушка», «шпрингмина» или «шпрынгмина») — противопехотная выпрыгивающая осколочная мина кругового поражения.
Является разновидностью противопехотной мины. Своё происхождение ведет от немецкой выпрыгивающей мины S-мины (Schrapnellmine, Splittermine или Springmine) времён Второй мировой войны, отсюда и народное название «шпрынгмина». 
В ходе войны и после её окончания ряд стран разработали свои собственные модели выпрыгивающих мин, в большинстве случаев, основанные на использовании конструктивных решений S-мины.
Подобные мины были созданы и производились в США, Франции, СССР, Вьетнаме, Китае и Италии и ряде других.
Конструктивно выпрыгивающие мины более сложные и трудоёмкие в изготовлении и установке, также более дорогостоящие, по сравнению с типовыми противопехотными минами, и тем более минами для кассетных боеприпасов типа «драконий зуб» или ПФМ-1. Корпус выпрыгивающей мины содержит большое количество стальных элементов, учитывая осколочные элементы (шарики или стальная дробь), что делает их сравнительно легко обнаруживаемыми с помощью металлоискателя.

## Примеры
- Германия: S-мины — (Schrapnell-Mine) немецкая противопехотная выпрыгивающая мина, разработанная в 1930-х годах.
- СССР: ОЗМ-3, ОЗМ-4, ОЗМ-72 — семейство советских выпрыгивающих мин.
- США: М16 АРМ — американский аналог немецкой S-мины.
- Югославия: PROM-1.
- Италия: Valmara 59, Valmara 69 и последняя в семействе Valmara — VS-JAP (англ. Valsella Jumping Anti-Personnel).
- Болгария: ПСМ-1 — болгарская выпрыгивающая мина, состояла на вооружении стран Варшавского договора, в частности, Польши.

- Примеры выпрыгивающих мин
- S-мина
- М2
- ОЗМ-3
- М16 АРМ
- PROM-1
- Valmara 59
- VS-JAP
- ПСМ-1